# Control Data Corporation

Logo

Die Control Data Corporation (CDC) war ein 1957 von William C. Norris gegründeter und bis 1992 existierender US-amerikanischer Hersteller von Computern. In den 1960er und bis in die 1970er Jahre hinein stellte CDC die schnellsten Supercomputer her. CDC gehörte in dieser Zeit zu der Gruppe jener Hersteller, die unter dem Kürzel BUNCH (für Burroughs, Univac, NCR, CDC, Honeywell) mit Großrechnern in Konkurrenz zu IBM standen.

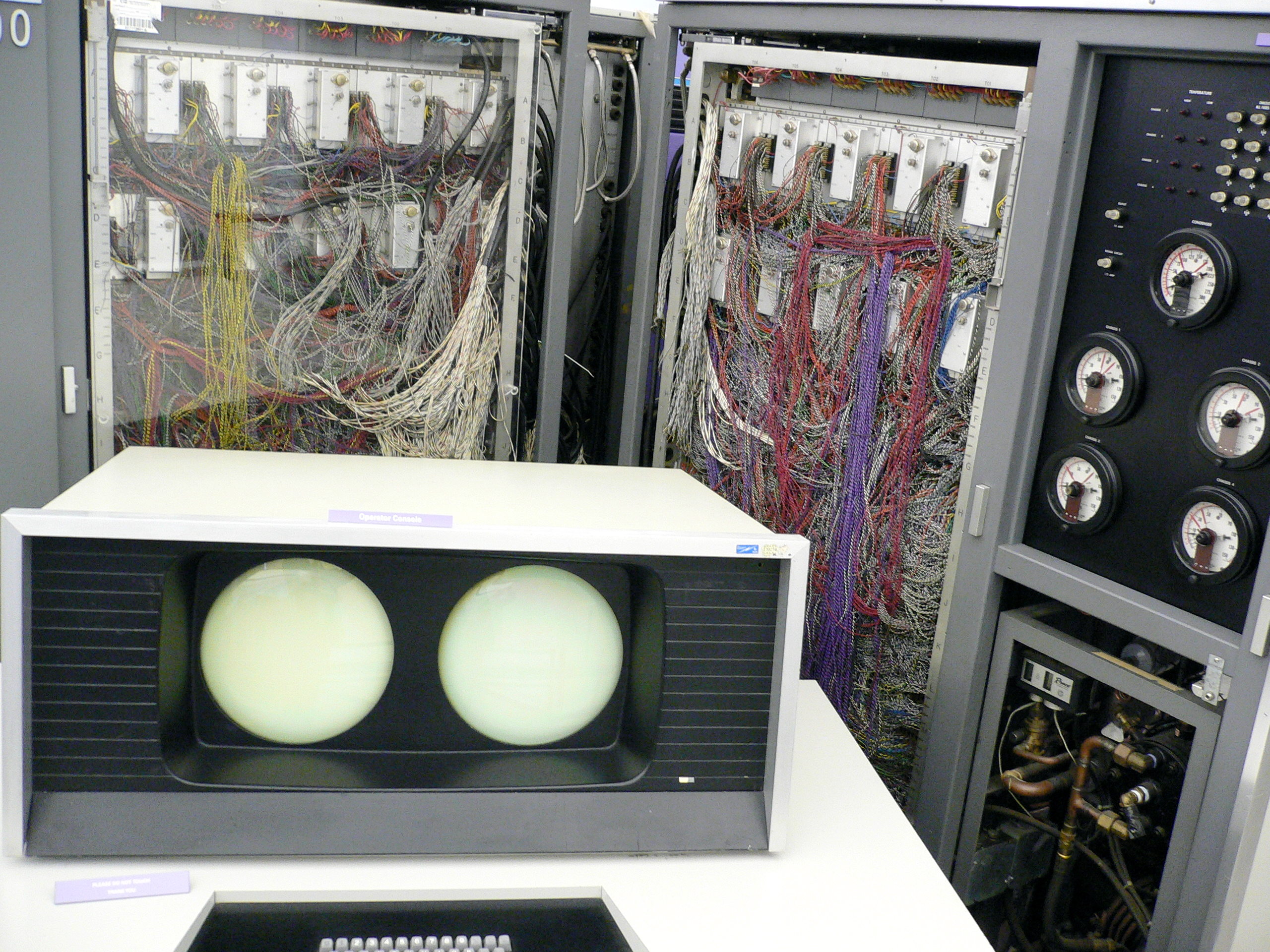
CDC 6600

CDC produzierte ab 1960 mit dem CDC 1600 den ersten vollwertigen Großrechner auf Transistorbasis und mit den CDC 6600 und CDC 7600 ab 1964 die ersten sogenannten Supercomputer. 
1965 wurde das Tochterunternehmen Control Data Institute (CDI) gegründet. Die CDC war mit diesen Instituten einer der ersten Anbieter, die auch systemunabhängige Schulungen und Ausbildungen anboten. 1967 wurde das erste CDI außerhalb der USA in Frankfurt am Main gegründet.
CDCs Superrechner entstanden unter dem Chefentwickler Seymour Cray, der 1972 das Unternehmen verließ und mit Cray Research in Konkurrenz zu CDC trat. Crays Rechner übertrafen die Leistung der späteren Entwicklungen von CDC, so dass diese unter Druck gerieten und sich schließlich aus dem Geschäft mit Supercomputern zurückzogen. In den 1980er Jahren war CDC einer der wichtigsten Festplatten-Hersteller und Mitentwickler des ATA-Standards. 1989 verkaufte CDC die Sparte für magnetische Speichermedien an Seagate. 1992 wurde CDC aufgespalten in Ceridian Inc. und Control Data Systems, Inc (heute eine Abteilung der BT Group).

## Gründungsgeschichte
Während des Zweiten Weltkrieges stellte die US-Marine ein Team von Ingenieuren zusammen, das die Aufgabe hatte, kryptoanalytische Entschlüsselungsgeräte für japanische und deutsche elektromechanische Chiffriermaschinen zu bauen. Trotz der massiven Schrumpfung der Marine auf Friedensstärke nach Kriegsende sollte dieses Team unbedingt zusammengehalten werden.
Schließlich fand man eine Lösung. Der Besitzer eines Chase-Aircraft-Tochterunternehmens in St. Paul, Minnesota, John Parker, war im Begriff, alle seine militärischen Fertigungsaufträge durch das Ende des Krieges zu verlieren und suchte nach neuen Betätigungsfeldern für seinen Betrieb. Die US-Marine setzte Parker nie genau über den tatsächlichen Tätigkeitsbereich der Ingenieure in Kenntnis. Dadurch war Parker anfänglich gegenüber der Navy sehr misstrauisch, doch nach einer Reihe von Besprechungen mit immer hochrangigeren Marineoffizieren wurde deutlich, dass es der US-Marine offensichtlich sehr ernst war und er stimmte schließlich zu, das gesamte Team in seiner militärischen Flugzeug-Fabrik zu beschäftigen.
Das Ergebnis dieser Zusammenarbeit war die Engineering Research Associates (ERA). Dieses Engineering-Unternehmen bestand in den frühen 1950er Jahren aus einer Reihe von scheinbar unzusammenhängenden Arbeitsbereichen. Einer dieser Arbeitsbereiche (Projekte) war einer der ersten kommerziellen Programmcomputer, die 36-Bit-ERA 1103. Dieser Computer wurde für die Marine gebaut. In den frühen 1950er Jahren gab es im US-Kongress eine politische Debatte über die Gesellschafterstruktur von ERA, die mit gerichtlichen Auseinandersetzungen endete. Im Jahr 1952 verkaufte Parker ERA an Remington Rand.
Obwohl Rand dafür sorgte, dass das ERA-Team zusammen blieb und die Entwicklung neuer Produkte ansteuerte, fusionierte Remington Rand bald mit der Sperry Corporation. Remington Rand war nun zu Sperry Rand geworden. Im Prozess der Zusammenführung der Unternehmen wurde ERA aufgeteilt und in die UNIVAC-Division Sperry eingegliedert.
Später verließen die ERA-Gründer Sperry und gründeten 1957 die Control Data Corporation (CDC). Die CDC hatte ihren damaligen Sitz in einer alten Lagerhalle in Minneapolis (501 Park Avenue). Die Gründungsmitglieder der CDC wählten aus ihrer Mitte einstimmig William C. Norris als Chief Executive Officer des neuen Unternehmens. Seymour Cray übernahm bald die Position des Chef-Designers.